# 登加空軍基地
登加空军基地，位於新加坡本島西部，位置： 北緯01°23´14"及東經 103°42´31"，它原來是新加坡第一個軍用機場，由英國政府於1932年建立，最初屬勝寶旺海軍基地管轄。1939年由英國皇家空軍管理，始後多次更新設施。
1962年至1970年间，英国皇家空军在登加空军基地部署了刚刚入役的多达48件的“红胡子”战术核武器，供英国战略空军的V轰炸机部队和装备前线堪培拉战术轰炸机的第45中队使用，作为对東南亞條約組織（SEATO）的军事承诺，以对印尼总统苏加诺和中国大陆展示武力遏阻。1963年8月第15中队的胜利者式轰炸机轰炸机部队进驻部署。1964年10月，第12中队的火神式轰炸机轮替。1965年8月，第9中队的火神式轰炸机部署到登加，随后1965年12月第35中队火神式轰炸机部署。1966年2月再次被第9中队轮替。1966年6月，第9中队返回科特斯莫尔空军基地。
1971年3月底因国防削减，英国自苏伊士运河以东撤军，英国远东空军裁撤，英国皇家空军登加基地关闭。1971年，易名「登加機場」（Tengah Air Base），並由新加坡Air Defence Command（SADC）接管。從1971年至1976年，根據五國聯防協議，「登加空军基地」成為英國、新加坡、馬來西亞、澳大利亞及新西蘭的共同空軍基地。新加坡空军的特技飞行队黑骑士飞行队也以此为基地。
1. ↑  . Royal Air Force Museum.   [29 June 2019]. （原始内容存档于2019-06-29）.
2. ↑  Tom, Rhodes. . The Sunday Times (United Kingdom: News International). 31 December 2000  [1 March 2011]. （原始内容存档于10 June 2001）.
3. ↑  .   [1 March 2011]. （原始内容存档于2019-02-14）.